# رجل الذئب الأرنبي
رجل الذئب الأرنبي (الاسم العلمي:Lycopodium lagopus) هو نوع من النباتات يتبع جنس رجل الذئب من فصيلة الرجل ذئبية.